# Мирослав Церар
Мирослав Церар (Љубљана, 28. октобар 1939) је словеначки и југословенски гимнастичар који је освајао медаље на две олимпијаде, четири светска првенства и пет европских првенстава.

## Каријера
Церарова међународна каријера започела је 1958. године, када је на Светском купу у Москви на коњу са хватаљкама освојио бронзану медаљу. На Олимпијским играма 1960. у Риму, Церар је са југословенским гимнастичким тимом заузео осмо и девето место. Самостално се такмичио само на вратилу где је заузео пето место.
На Европском првенству 1961. године, одржаном у Луксембургу освојио је четири златне медаље: у вишебоју, на коњу са хватаљкама, круговима и разбоју, а бронзе је освојио у прескоку. На Светском купу 1962. одржаном у Прагу, он је освојио злато на вратилу, а на коњу са хватаљкама, испред Бориса Шахлина (Шахлин, Борис Анфиянович). На Европском првенству у Београду одржаном 1963. године, освојио чак шест медаља, четири златне и по једну сребрну и бронзану. На Олимпијским играма одржаним 1964. године освојио је две медаље, једну златну и једну бронзану и шесто место на вратилу. 
На Европском првенству 1965. године одржаном у Антверпену, он је освојио злато на разбоју, сребро на коњу са хватаљкама и бронзу на круговима. Злато на коњу са хватаљкама је освојио Виктор Лисицки, што је био један од два укупно пораза која је Церар доживео у својој интернационалној каријери на коњу са хватаљкама. Други пораз је доживео 1967. године на Европском првенству против Михајла Вороњина.
У међувремену Церар је освојио златну медаљу на Светском купу 1966. одржаном у Дортмунду у такмичењу на коњу са хватаљкама и бронзу на разбоју.
На Олимпијским играма одржаним 1968. године у Мексико Ситију, у тимском делу са југословенском репрезентацијом је заузео 6. место, а појединачно је опет освојио злато на коњу са хватаљкама. Следеће, 1969. године, Церар опет осваја злато на Европском првенству, а на Светском првенству 1970. године одржаном у Љубљани, Церар по трећи пут осваја злато и титулу светског шампиона на коњу са хватаљкама.
Мирослав Церар своју активну гимнастичарску каријеру завршава 1971. године, након повреде коју је доживео на такмичењу у Јапану.
Приватно, Церар је завршио студије права и радио је као адвокат. Обављао је почасне дужности у Југословенском спортском комитету. Био је први председник Словеначког олимпијског комитета, а сада је председник Словеначке олимпијске академије.
Изабран је за Југословенског спортисту године три пута 1961, 1963. и 1964. године. У 1999. години Церар је постављен у Интернационалну кућу славних за гимнастику.